# Saint-Martin-l’Aiguillon
Saint-Martin-l’Aiguillon – miejscowość i gmina we Francji, w regionie Normandia, w departamencie Orne.
Według danych na rok 1990 gminę zamieszkiwały 182 osoby, a gęstość zaludnienia wynosiła 12 osób/km² (wśród 1815 gmin Dolnej Normandii Saint-Martin-l’Aiguillon plasuje się na 704. miejscu pod względem liczby ludności, natomiast pod względem powierzchni na miejscu 233.).